# Europejski akt o dostępności
Europejski Akt o Dostępności (European Accessibility Act), Europejska ustawa o dostępności  – dyrektywa Unii Europejskiej, która weszła w życie w kwietniu 2019 roku. Ma na celu usprawnienie handlu między członkami UE w zakresie dostępnych produktów i usług poprzez usunięcie przepisów dotyczących poszczególnych krajów. Przynosząc tym samym korzyści zarówno przedsiębiorstwom, jak i osobom z niepełnosprawnościami. Korzyści dla przedsiębiorstw to m.in. posiadanie wspólnego zestawu przepisów wewnątrz całej UE, co powinno ułatwić handel transgraniczny, oraz zwiększenie rynku dla firm oferujących dostępne produkty i usługi. Osoby z niepełnosprawnościami i osoby starsze odniosą korzyści z posiadania na rynku bardziej dostępnych produktów i usług. Zwiększenie wielkości rynku powinno też skutkować bardziej konkurencyjnymi cenami.
Dyrektywa ta ma na celu uzupełnienia unijnej dyrektywy w sprawie dostępności stron internetowych i mobilnych aplikacji, która weszła w życie w 2016 roku. Odzwierciedla ona również zobowiązania wynikające z Konwencji ONZ o prawach osób niepełnosprawnych. Obejmuje szeroką gamę produktów i usług, w tym urządzenia osobiste takie jak komputery, smartfony, e-booki i telewizory, a także usługi takie jak transmisje telewizyjne, automaty biletowe, usługi transportu publicznego, usługi bankowe i strony handlu elektronicznego. 
Przepisy ustawowe, wykonawcze i administracyjne niezbędne do wykonania niniejszej dyrektywy powinny zostać przyjęte i opublikowane przez państwa członkowskie do dnia 28 czerwca 2022 roku. Zaś ustawy wdrożone do dnia 28 czerwca 2025 roku.
W Polsce przepisy europejskiego aktu o dostępności wprowadza ustawa z dnia 26 kwietnia 2024 o zapewnianiu spełniania wymagań dostępności niektórych produktów i usług przez podmioty gospodarcze. Zwana potocznie Polskim Aktem o Dostępności (PAD).
Wymogi i obowiązki niniejszej dyrektywy nie mają zastosowania do mikroprzedsiębiorstw świadczących usługi objęte zakresem niniejszej dyrektywy – przy czym „mikroprzedsiębiorstwo” oznacza przedsiębiorstwo zdefiniowane jako przedsiębiorstwo zatrudniające mniej niż 10 osób i którego obroty roczne i/lub roczna suma bilansowa nie przekracza 2 mln euro.